# Żabin, Warmińsko-Mazurskie
Żabin [ˈʐabin] (tiếng Đức: Klein Schabienen, 1938-45: Kleinlautersee)  là một ngôi làng thuộc khu hành chính của Gmina Banie Mazurskie, thuộc qhuyện Gołdapski, Warmińsko-Mazurskie, ở phía bắc Ba Lan, gần biên giới với tỉnh Kaliningrad của Nga. Nó nằm khoảng 11 kilômét (7 mi)   phía bắc Banie Mazurskie, 17 km (11 mi) về phía tây của Gołdap và 119 km (74 mi) về phía đông bắc của thủ đô khu vực Olsztyn.
Trước năm 1945, khu vực này là một phần của Đức (Đông Phổ), và có hai nghĩa trang là một người Đức, một người Nga từ Thế chiến I nằm trong thị trấn.
Ngôi làng có dân số 210 người.